# 高木信孝
高木信孝（1968年2月26日—），男性日本漫畫家。他曾是一名電器工程師，進行同人誌创作時的筆名為Boo（ぶぅ），之後從公司退休並成為漫畫家，第一部連載漫畫是《心之圖書館》。

## 作品列表
- 《心之圖書館》（2000年至2002年連載於《月刊Comic電擊大王》，3本漫畫）
- 《PUREまりおねーしょん（日语：PUREまりおねーしょん）》（2003年至2004年連載於《月刊Comic電擊大王》，2本漫畫）
- 《でじぱら（日语：でじぱら）》（2005年至2010年連載於《月刊Comic電擊大王》，5本漫畫）
- 《マギーペール（日语：マギーペール）》（2006年至2008年連載於《Comic Gum》，4本漫畫）
- 《Little Busters!》（2007年開始連載於《電撃G's Festival! COMIC（日语：電撃G's Festival! COMIC）》，2本漫畫）

## 外部連結
- 高木信孝個人網站（日語）